# Batracomorphus puncturatus
Batracomorphus puncturatus är en insektsart som beskrevs av Anufriev 1971. Batracomorphus puncturatus ingår i släktet Batracomorphus och familjen dvärgstritar. Inga underarter finns listade i Catalogue of Life.